# Kolnik
Kolnik je dio cestovne površine namijenjen u prvom redu za promet vozila, s jednom prometnom trakom ili više prometnih traka.